# San Miguel Topilejo
San Miguel Topilejo es un pueblo originario ubicado al sur de la Ciudad de México, en la alcaldía Tlalpan, y es considerado como uno de los doce pueblos de Tlalpan. El nombre Topilejo viene del náhuatl y significa el que lleva el bastón de mando precioso, y también lugar de la abundancia de los palos para bordones o lugar donde se encuentran las varas de la justicia. Proviene del náhuatl topilan. (Topile era quien llevaba el topilli (bastón de mando); posiblemente el topónimo provenga de topilxiuh, "bastón de mando (topilli) color turquesa (xiuhtic)".)

## Origen
Los pueblos de Xitla, Ajusco y Topilejo fueron habitados tardíamente en relación con Cuicuilco. Topilejo se deriva del desprendimiento de pequeños grupos pertenecientes a la corriente migratoria de xochimilcas, provenientes del estado de Morelos. El único estudio de arqueología formal que se conoce al respecto es el de la arqueóloga María Teresa Cabrero, realizado en 1980.[cita requerida]
Topilejo es una comunidad fundada hace más de 900 años. El nombre original del poblado pudo haber sido Topilco, topónimo en náhuatl que quiere decir: Topil, el que lleva el mando y co, lugar, “Lugar del que lleva el mando”. Existen otras versiones que mencionan que pudo haber sido Topilan o Topileco.[cita requerida]
Originalmente, el pueblo pertenecía al municipio (delegación) de Coyoacán y, posteriormente, se asignó a Tlalpan.[cita requerida]
En lo que se refiere a lo religioso después de la conquista de México, los pueblos originarios vieron desaparecer sus teocalis, es decir, los lugares de culto a sus dioses. En 1524, cuando un grupo integrado por doce frailes de la orden franciscana, al mando de fray Martín de Valencia, iniciaron la labor de evangelizar a sus habitantes. Una de las primeras acciones realizadas fue la sustitución de los antiguos teocalis, por templos cristianos.[cita requerida]
El Templo de San Miguel Arcángel inició su construcción en 1560. Su cúpula se terminó en 1812, y la torre, en 1927. En 1932, se declaró monumento histórico de la Nación. En 1935, se recubrió la fachada con cantera rosa.[cita requerida]

## Ubicación
En el sur de la Ciudad de México está entre los kilómetros 28 y 33 de la carretera federal México-Cuernavaca; colinda con el estado de México y Morelos, y en la Ciudad de México con las alcaldías Xochimilco y Milpa Alta. Su superficie es de aproximadamente 2,649 km², de las cuales el 13% corresponde a propiedades ejidales y lo demás es propiedad comunal.
Las coordenadas GPS de San Miguel Topilejo son:
- Longitud (dec): -99.141667.
- Latitud (dec): 19.200556.[3]

La localidad se encuentra a altura media de 2700 metros sobre el nivel del mar. Limita con las sierras de Chichinahutzin y del Ajusco; al norte, con los pueblos de San Mateo Xalpa y Santiago Tepacatlalpan (ambos, de la alcaldía Xochimilco); al sur, con Parres El Guarda y Huitzilac (pueblo del estado de Morelos); al este, con San Francisco Tlanepantla (Xochimilco), y al oeste, con la Exhacienda del Fraile y con Magdalena Petlacalco.
Mapa:
http://maps.google.com.mx/maps?hl=es&qscrl=1&rlz=1T4GGNI_esMX494MX496&bav=on.2,or.r_qf.&biw=1366&bih=516&ion=1&wrapid=tlif136574400012210&q=mapa+San+Miguel+Topilejo&um=1&ie=UTF-8&hq=&hnear=0x85ce070184813ba7: 0xa6de9800c894b7b1, San+Miguel+Topilejo,+D.F.&gl=mx&sa=X&ei=jJlnUc-bEILsqQG25oDICw&ved =0CCoQ8gEwAA

## Historia
En el siglo VII cuando las siete tribus nahuatlacas llegaron a las orillas del lago, Tlalpan fue ocupado por la tribu xochimilca y la tepaneca; la tribu xochimilca fue quien pobló Topilejo. Sin embargo, se cree que en 1517 algunos miembros del tribu acolhua fueron quienes empezaron a poblar el lugar. Se cree que cuando acaba la conquista de México, Topilejo fue refugio para los acolhuas, xochimilcas y anahuacales. La construcción de la comunidad empezó en 1560, cuando fray Martín de Valencia, en su misión evangelizadora, empieza la construcción de la iglesia. Se cree que está construida sobre una plataforma prehispánica.
En 1932, la Parroquia de Topilejo se consideró monumento histórico de la República Mexicana: está construida por una torre de tres cuerpos, una cúpula, un campanario, y dentro de ella está situada una escultura de San Miguel Arcángel, del siglo XVII.
En esa misma fecha, la Parroquia de Topilejo se encontraba ubicada a un costado del panteón del pueblo. En la misma fecha, el pueblo de Topilejo obtuvo el título de Camino de terracería hacia la parroquia del Pueblo de San Miguel Topilejo. El camino hacia esta parroquia estaba situado en la calle de José Ma. Morelos, en donde actualmente se entronca con la autopista, que en esa época no existía.[cita requerida]
Uno de los documentos que se pueden consultar en la biblioteca de la Dirección de Estudios Históricos del Instituto Nacional de Antropología e Historia cita que una de las campanas de la parroquia fue bajada por un hombre apodado “el negro”, y fundida para fabricar proyectiles que se utilizaron en la lucha de Independencia de 1810, no hay datos de cuando se instaló la nueva campana.[cita requerida]
Un dato curioso es que en la actualidad podemos encontrar en los murales del edificio de gobierno de Tlalpan una placa con la siguiente leyenda: “Durante la lucha de Independencia, en 1818 es aprendido el guerrillero insurgente Pedro Rojas alias “El Negro”, a quien se le atribuyen más de 600 muertes de realistas”.
En 1927, llegaron los asfaltadores y, con ellos, grandes cambios, pues se construyó la Carretera Federal a Cuernavaca, la cual no perjudicó al pueblo, pues se encontraba alejada por más de dos kilómetros de la comunidad, en sus inicios; hoy en día, atraviesa por en medio del poblado.[cita requerida]

## Población
Cuenta con una población total de 34,603 habitantes, de acuerdo al INEGI (2010). De la población total, el 40% se dedica a la agricultura, 40% son obreros, profesionistas u otros oficios, el 10% se dedica a la ganadería y el resto trabaja por su cuenta como mecánicos o albañiles, entre otros.
Es uno de los doce pueblos que se encuentran dentro de la delegación y su economía se basa principalmente en el cultivo de hortalizas, avena y maíz. Aquí es donde se lleva a cabo la tradicional feria del elote, misma que se realiza desde 1985 y es organizado por la Representación comunal y ejidal.[cita requerida]

## La estructura económica
En San Miguel Topilejo la estructura económica consiste en 6273 viviendas, las cuales 296 tienen piso de tierra y 678 tienen una habitación. El 80% de las casas tienen instalaciones sanitarias, el 24% tienen acceso al servicio público y el 81% tienen el acceso a la corriente eléctrica para sus viviendas, entonces esto permite que el 12% tenga una computadora, el 49% tenga aparatos de línea blanca y el 79% cuente con un aparato de entretenimiento como televisión, radio, etc.
Para alojar a sus habitantes San Miguel Topilejo cuenta con 4.844 viviendas, el 4.62% de las cuales están rentadas por sus moradores.
En este momento, la mujer toma un papel protagónico en las actividades económicas de la población pues, además de las labores de la casa, ahora se levanta de madrugada a pelar elotes y a preparar el agua para ponerlos a cocer, para después transportarlos en cubetas metálicas y pasar varias horas sentadas bajo el sol, la lluvia o el aire ofreciendo su producto.[cita requerida]
Hoy en día, sobreviven algunos artesanos en la localidad, existen excelentes dibujantes, escultores de cantera rosa y tejedoras de lana de borrego.[cita requerida]

### Población económicamente activa por sector económico
La población económicamente activa en la localidad de San Miguel Topilejo es de 7.682 (28.70% de la población total) personas, las que están ocupadas se reparten por sectores de la siguiente forma:
Ø  Sector Primario: 838 (11.36%) (Municipio:1.23%, Estado:0.59%) agricultura, explotación forestal, ganadería, minería, pesca.
Ø  Sector Secundario: 1.984 (26.89%) (municipio:20.31%, estado:21.86%) construcción, electricidad, gas y agua, industria manufacturera.
Ø  Sector Terciario: 4.555 (61.75%) (municipio:78.46%, estado: 77.55%), comercio, servicios, transportes.

### Nivel de ingresos
Número de personas y porcentaje sobre el total de trabajadores en cada tramo:
Ø  0 salarios mínimos (sin ingresos): 262 (3.72%)
Ø  de 1 salario mínimo: 1.072 (15.23%)
Ø  1-2 salarios mínimos: 3.382 (48.04%)
Ø  2-5 salarios mínimos: 1.931 (27.43%)
Ø  5-10 salarios mínimos: 298 (4.23%)
Ø  10+ salarios mínimos: 95 (1.35%)[cita requerida]

## Servicios de transporte
Básicamente, son la ruta 69, que corre de la Secundaria Técnica 56 a Huipulco, y la ruta 20, que corre del km. 28 de la Carretera Federal a Cuernavaca al Centro de Xochimilco.[cita requerida]
La Ruta 69 generalmente es muy eficiente; en cambio, la ruta 20 tiene tiempos de traslado muy largos, a una velocidad promedio de 20 km/h. y con corridas muy lejanas; entre ellas, de hasta 15 o 20 min.[cita requerida]
Hay una ruta de combis que corre de la colonia Guadalupana a Xochimilco, la cual, aunque pasa seguido, siempre lleva las unidades sobrecargadas con gente parada.[cita requerida]
Algunas otras rutas nuevas de combis dan servicio entre las colonias nuevas, como son La Bomba, Ocotla, Tehuisco, etcétera.[cita requerida]
Gracias a las organizaciones existentes de las mujeres de la localidad, en 2008 se pudo negociar con los líderes de la ruta 69 de transporte público que corre hacia Tlalpan, para que se permitiera el acceso de una ruta de transporte público (más económica,, por ser subsidiada por el Estado) de RTP, que corre de Topilejo a Huipulco (Tlalpan). Posteriormente, entró otra línea de RTP que corre por la Carretera Federal a Cuernavaca y va de Parres al Metro C.U. (Ciudad Universitaria de la UNAM). Pasa aproximadamente a 2 km del centro del pueblo, pero beneficia directamente a la comunidad.[cita requerida]
Otro problema de la comunidad son el gran número de taxis piratas que hacen base principalmente en el centro del pueblo, haciendo lenta la circulación, además de que no están regulados por autoridades del Gobierno del Distrito Federal y representan un riesgo constante para sus usuarios, al ser unidades viejas, sin mantenimiento, y generalmente los conductores solo dan servicios locales, pues no tienen licencia, no han pagado tenencias, sus unidades ya no pasan la verificación y mucho menos tienen seguro para los pasajeros. Las autoridades de la subdelegación dicen no tener control sobre los cobros que realizan, número de unidades que circulan o las bases que existen.[cita requerida]

## Estructura de salubridad
Derecho a atención médica por el Instituto Mexicano del Seguro Social. Tienen 7104 habitantes de San Miguel Topilejo. El programa gubernamental IMSS Oportunidades está presente atendiendo a la población en extrema pobreza.[cita requerida]
El Seguro Popular cuenta con la siguiente infraestructura en la localidad:
Ø  Topilejo cuenta con una unidad de Centro de Salud Comunitario, que trabaja solo en turno matutino de 8 a. m. a 3 p. m.
Ø  Un Hospital Materno Infantil, que trabaja 24 horas.
Topilejo cuenta con una unidad de Consultorio Best y varios de algunas otras empresas. Médicos particulares especialistas, como pediatras, odontólogos, ginecólogos, otorrinolaringólogos, y dos clínicas particulares de especialidades médicas.[cita requerida]

## Educación escolarizada

### Educación escolar en San Miguel Topilejo
Hay aproximadamente 1184 habitantes de San Miguel Topilejo de 15 años en adelante, que sufren de analfabetismo.[cita requerida]
Además, hay 1184 analfabetos de 15 y más años, 210 de los jóvenes entre 6 y 14 años no asisten a la escuela.[cita requerida]
De la población a partir de los 15 años, 1195 no tienen ninguna escolaridad, 7035 tienen una escolaridad incompleta, 5231 tienen una escolaridad básica y 4208 cuentan con una educación post-básica.[cita requerida]
Un total de 1921 de la generación de jóvenes entre 15 y 24 años de edad han asistido a la escuela. Lla mediana de la escolaridad entre la población es de 8 años. La media en el municipio es de 9.94, en el estado de 9.61. Para obtener este número, se suman los años aprobados desde primero de primaria hasta el último año que cursó cada habitante; posteriormente, se divide entre el número de habitantes de la localidad.[cita requerida]
Topilejo cuenta con 1 estancia infantil supervisada por SEDESOL para madres trabajadoras, 2 kinders oficiales y muchos particulares, 2 primarias oficiales de jornada ampliada, 2 de con turno matutino y vespertino y 2 particulares, 1 secundaria técnica agropecuaria y 1 preparatoria del Gobierno de la Ciudad de México (Instituto de Educación Media Superior de la Ciudad de México (IEMS) y un Centro de Enseñanza Práctica e Investigación en Producción y Salud Animal (CEPIPSA), que depende de la Facultad de Medicina Veterinaria y Zootecnia de la UNAM. El Instituto Tecnológico de Tlalpan (Plantel Topilejo) ofrece educación superior pública en general para aquellas personas que no han tenido oportunidad de concluir sus estudios sin importar su edad. A la fecha, ofrece tres carreras:
- ingeniería electrónica
- ingeniería en tecnologías de la información y comunicaciones
- ingeniería en gestión empresarial[cita requerida]

## Otros indicadores sociales
Ø  Religión:
El 80.12% de los habitantes mayores de 5 años son católicos o cristianos, y están casadod o viven en pareja el 62.41% de la población mayor de 12 años.[cita requerida]
Ø  Hablantes de lengua indígena:
En esta localidad, hay 456 personas mayores de 5 años que hablan una lengua indígena; de ellas, 435 también dominan el español.[cita requerida]

## Tradiciones
El 29 de septiembre y el 8 de mayo, se celebra la fiesta en honor de San Miguel Arcángel con danzantes aztecas, arrieros, chinelos, bandas de viento y baile popular. Estás celebraciones se han caracterizado por excesos: bebidas alcohólicas, derroches económicos, basura y ningún bote de basura ni sanitario público. Por ello, la finalidad religiosa de la festividad se ha cuestionado en muchas ocasiones, pues dista mucho de ser un acto de piedad o de hermandad.[cita requerida]
En 1985, se estaba preparando todo para la primera Feria del Elote en Topilejo. La fecha propuesta era el 20 de septiembre de 1985. La delegación Tlalpan regaló lonas para levantar los puestos, y se logró un acuerdo para que los productores regalaran media docena de elotes tiernos a los visitantes. Sin embargo, la que iba a ser la primera feria del elote no pudo llevarse a cabo, por el sismo del 19 de septiembre de 1985, y la comida que se había preparado se regaló entre los vecinos. Para 1986, se organizó todo de nuevo, y en esta ocasión la festividad tuvo un éxito total.[cita requerida]
El centro del pueblo se vio engalanado por cientos de puestos que vendían toda clase de guisos preparados con elotes como: tamales, pan, atole, esquites, chileatole, gorditas, memelas, elotes hervidos que se preparan con sal y limón o con mayonesa y queso, etcétera. Hoy en día, se celebra en el Auditorio Ejidal.[cita requerida]
Con todos estos cambios económicos y sociales, se ha ido generando el empoderamiento de la mujer de Topilejo, de tal manera que hoy en día ya no se dedica solamente a atender al marido y la casa, sino que ahora son comerciantes, van a la escuela o trabajan en otros oficios. Los roles también han cambiado para los hombres, pues en su mayoría ya no se dedican a la labor de la tierra, sino que llevan una parte más activa en la crianza de los hijos y en las actividades de comercio. Existe también una gran cantidad de varones que trabajan como obreros en las empresas o en actividades de oficina.[cita requerida]
En la Ciudad de México, delegación Tlalpan, como es costumbre desde 1985 en el pueblo de San Miguel Topilejo, se celebra el festival del elote. Éste se lleva a cabo en la explanada de la Plaza Central y en el Auditorio Ejidal, en donde se aprecian distintas exposiciones donde explican y muestran el proceso de producción del elote. A su vez, se dan a probar platillos de la cultura mexicana tales como tamales, guisados y atoles, entre muchos otros platillos especiales que preparan los habitantes de la región.

### Fiestas
Sus fiestas religiosas más importantes son los días 8 de mayo y el 29 de septiembre.
- Wikimedia Commons alberga una categoría multimedia sobre San Miguel Topilejo.

## Contaminación y otros problemas
El mayor problema dentro de la población es la contaminación y la mala imagen por el exceso de basura desechada en las calles, así como la obstrucción de las mismas por puestos ambulantes y diferentes bases de taxis piratas en varios puntos del pueblo, lo que ocasiona el difícil acceso, por el tráfico.

## Ligas externas
- www.ocdemexico.org.mx

- Cifras del Inegi

- ittlalpan.edu.mx

- Datos: Q16937303
- Multimedia: San Miguel Topilejo, Tlalpan / Q16937303